# Saint Seiya: Episode G
Saint Seiya: Episode G (jap. 聖闘士星矢 EPISODE.G, Seinto Seiya Episode.G) ist eine Mangaserie von Megumu Okada. Das Werk ist die Fortsetzung der Saint-Seiya-Serien der 1980er Jahre und wurde wiederum in Form zwei weiterer Mangas fortgesetzt. Die Sentai-Serie ist auch in die Genres Fantasy, Abenteuer und Action einzuordnen. 

## Handlung
Die „Saints“, die heiligen Krieger der Göttin Athena, beschützen ihre Göttin und in ihrem Auftrag auch die Menschen vor Bedrohungen anderer Götter und Dämonen. Ihre besondere Kampfkraft und Fähigkeiten gibt ihnen das „Kosmo“ in ihrem Herzen. Im verborgenen Heiligtum der Athena in Griechenland haben die Saints gelernt, ihr Kosmo zu beherrschen und daraus Kraft zu ziehen. Jeder Saint ist einem Sternzeichen zugeordnet und die zwölf stärksten unter ihnen den Tierkreiszeichen. Diese sind die „Gold Saints“.
Unter den Gold Saints ist Aiolia, der Krieger des Löwen. Er wird von den anderen gemieden, da sein Bruder Aiolos, Saint des Schützen, die Befehle missachtet hatte und daraufhin getötet wurde. Einige der Krieger verachten daher auch Aiolia und sind misstrauisch, ob dieser sie nicht auch verraten wird. Tatsächlich zeigt sich Aiolia oft widerwillig. Nach einem Kampf gegen einen Riesen rettet er ein Mädchen, Lithos Chrisalis, und nimmt es bei sich im Haus des Löwen auf. Dort lebt er bereits mit seinem Adept Galan. 
Bei einer Versammlung der Gold Saints kommt es, wie schon früher, zum Streit zwischen Aiolia und einigen anderen Saints. Der Streit geht so weit, dass sie sich angreifen und schließlich der Hohepriester dazwischen geht. Während der Versammlung wird das Heiligtum von Dienern der Titanen unter Hyperion angegriffen. Diese wollen die Waffen des Kronos, die im Heiligtum verwahrt werden, zurück und Kronos befreien. Aiolia wird gesandt, um gegen Hyperion zu kämpfen. Obwohl er verletzt ist, gelingt es Aiolia Hyperion nach schwerem Kampf zum Rückzug zu zwingen. Doch ist seine Rüstung, sein heiliges Gewand, nun schwer beschädigt und die Saints erwarten weitere Angriffe auf das Heiligtum. Daher muss Aiolia mit seinen beiden Adepten weit reisen, zu Mu, der als einziger sein Gewand reparieren kann.

## Veröffentlichungen
Die Serie erschien in Japan zunächst vom 19. Dezember 2002 (Ausgabe 2/2003) bis 19. Juni 2013 (Ausgabe 8/2013) im Magazin Champion Red des Verlags Akita Shoten und danach auch in 20 Sammelbänden (Tankōbon) zusammengefasst. Zwischen 2009 und April 2011 sowie von Oktober 2011 und Mai 2013 war die Veröffentlichung unterbrochen worden. Von Oktober 2007 bis Januar 2008 wurde im gleichen Magazin die Miniserie Volume 0: Aiolos veröffentlicht, die später auch in einem Sammelband erschien. Darin wird die Vorgeschichte um den Saint Aiolos erzählt. Eine Fortsetzung der Serie erscheint seit dem 5. April 2014 (Vol. 43/2014) unter dem Titel Saint Seiya Episode.G – Assassin im Schwestermagazin Champion Red Ichigo.
Eine französische Übersetzung der Serie erscheint bei Génération Comics, Editorial Ivréa und Glénat España brachten spanische Fassungen heraus und eine portugiesische erscheint beim Verlag Conrad in Brasilien. Panini Comics brachte sowohl eine italienische als auch, unter dem Label Planet Manga, eine deutsche Übersetzung heraus. Die deutsche Veröffentlichung lief von Februar 2005 bis September 2006 und wurde nach acht Bänden eingestellt.
In Frankreich verkauften sich die Bände jeweils über 30.000 mal und in Italien waren sie mehrfach unter den 10 meistverkauften Mangas von Panini.

## Hörspiele
Zu Episode G erschienen auch zwei Hörspiele. Das erste lag dem Champion-Red-Heft von April 2007 bei, die Geschichte fasst die Ereignisse der Serie bis dahin zusammen. Sprecher waren unter anderem Hiro Shimono als Leo Aiolia, Hikaru Midorikawa als Aquarius Camus, Kōji Yusa als Galan, Chiwa Saitō als Lithos, Kōsuke Okano als Okeanos und Hiroki Yasumoto als Pontos.